# Фонтноа (Јон)
Фонтноа (фр. Fontenoy) насеље је и општина у источном делу централне Француске у региону Бургоња, у департману Јон која припада префектури Осер.
По подацима из 2011. године у општини је живело 321 становника, а густина насељености је износила 20,19 становника/km². Општина се простире на површини од 15,90 km². Налази се на средњој надморској висини од 250 метара (максималној 307 m, а минималној 213 m).

## Демографија
| 1962. | 1968. | 1975. | 1982. | 1990. | 1999. | 2011. |
| ----- | ----- | ----- | ----- | ----- | ----- | ----- |
| 363   | 409   | 320   | 308   | 301   | 301   | 321   |

График промене броја становника у току последњих година